# ماتياس باريديس
ماتياس باريديس (بالإسبانية: Matias Enrique Paredes) هو لاعب هوكي الحقل أرجنتيني، ولد في 1 فبراير 1982 في كويلمس في الأرجنتين.

## وصلات خارجية
- ماتياس باريديس على موقع الاتحاد الدولي للهوكي (الإنجليزية)
- ماتياس باريديس على موقع أوليمبيديا (الإنجليزية)
- ماتياس باريديس على موقع اللجنة الأولمبية الأرجنتينية (الإسبانية)